# Калет
Калет (осет. Калет, груз. ქალეთი Калети)— село в Закавказье. Согласно административно-территориальному делению Южной Осетии, фактически контролирующей село, расположено в Знаурском районе, согласно административно-территориальному делению Грузии — в Карельском муниципалитете.

## География
Расположено на юго-западе Знаурского района к югу от села Балта и к северу от села Цнелис.

## Население
По переписи 1989 года из 246 жителей грузины составили 61 % (150 чел.), осетины — 39 % (96 чел.). Затем, после изгнания осетинского населения в начале 1990-х гг., село до войны в августе 2008 года было населено в основном только грузинами. Последствием войны 2008 года стало бегство грузинского населения на внеконфликтную территорию Грузии.

## Топографические карты
- Лист карты K-38-64 Цхинвали. Масштаб: 1 : 100 000. Состояние местности на 1987 год. Издание 1989 г.